# قائمة كنائس دولة فلسطين
هذه قائمة بأهم الكنائس في دولة فلسطين، حيث مصطلح دولة فلسطين يشمل كل من الضفة الغربية وقطاع غزة والقدس الشرقية:

## كنائس الضفة الغربية
| الاسم                           | الموقع                        | تاريخ البناء | صورة |
| ------------------------------- | ----------------------------- | ------------ | ---- |
| كنيسة المهد                     | مدينة بيت لحم، الضفة الغربية  | 335م         |      |
| كنيسة العائلة المقدسة للاتين    | مدينة رام الله، الضفة الغربية | 1913م        |      |
| كنيسة تجلي الرب للروم الأرثوذكس | مدينة رام الله، الضفة الغربية | 1850م        |      |
| كنيسة طولكرم للروم الأرثوذكس    | مدينة طولكرم، الضفة الغربية   | 1830م        |      |
| كنيسة بئر يعقوب                 | مخيم بلاطة، الضفة الغربية     |              |      |
| قبر ألعازر                      | بلدة العيزرية، الضفة الغربية  |              |      |
| مغارة الحليب                    | مدينة بيت لحم، الضفة الغربية  |              |      |
| كنيسة القديسة كترينا            | مدينة بيت لحم، الضفة الغربية  |              |      |
| كنيسة الروم الملكيين            | مدينة بيت لحم، الضفة الغربية  | 1964م        |      |
| كنيسة السريان الأرثوذكس         | مدينة بيت لحم، الضفة الغربية  | 1928م        |      |
| كنيسة حقل الرعاة                | مدينة بيت لحم، الضفة الغربية  |              |      |
| دير مار سابا                    | بلدة العبيدية، الضفة الغربية  | 484م         |      |
| دير القديس جورج                 | وادي القلط، الضفة الغربية     | 614م         |      |
| دير قرنطل                       | أريحا، الضفة الغربية          | 1892م        |      |
| كنيسة برقين                     | بلدة برقين، الضفة الغربية     |              |      |
| كنيسة الرجاء الإنجيلية اللوثرية | مدينة رام الله، الضفة الغربية | 1961م        |      |
| كنيسة القديس لعازر              | بلدة العيزرية، الضفة الغربية  | 1952م        |      |

## كنائس قطاع غزة
| الاسم                        | الموقع              | تاريخ البناء | صورة |
| ---------------------------- | ------------------- | ------------ | ---- |
| الكنيسة المعمدانية           | مدينة غزة، قطاع غزة | 1950م        |      |
| كنيسة القديس برفيريوس        | مدينة غزة، قطاع غزة |              |      |
| كنيسة العائلة المقدسة للاتين | مدينة غزة، قطاع غزة |              |      |